# راهنمای برق هاوکینز

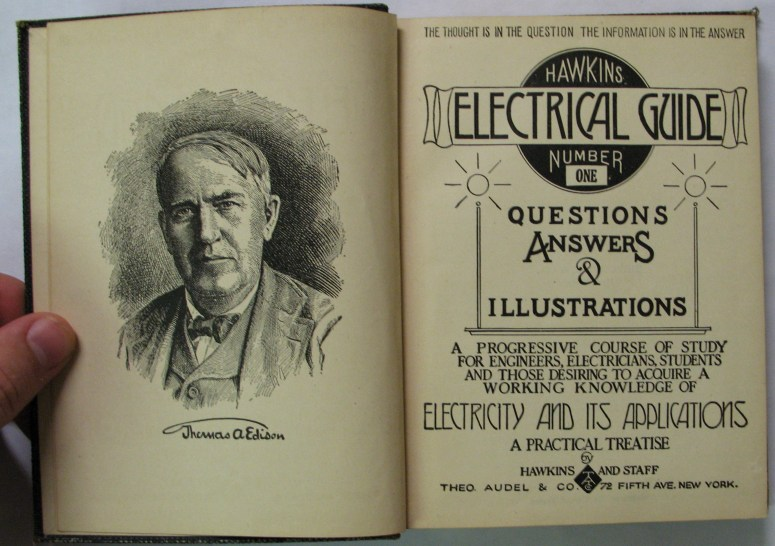
صفحهٔ عنوان

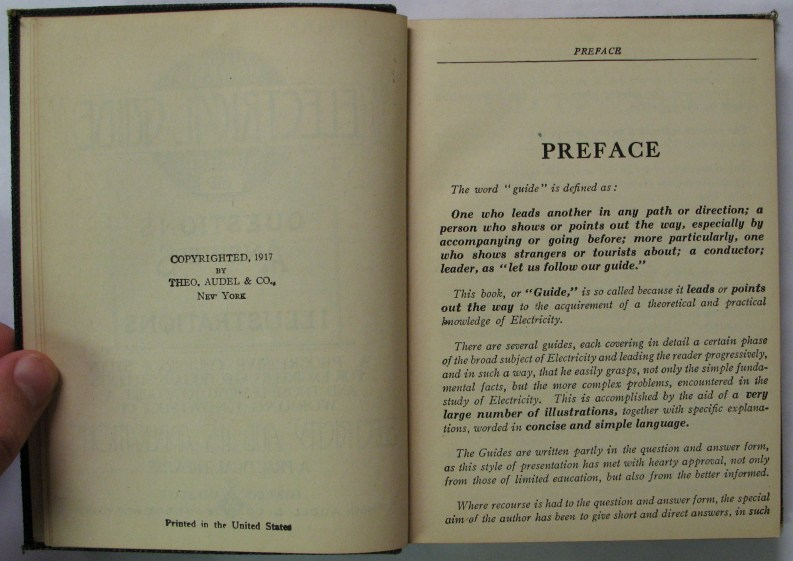
مقدمه

راهنمای برق هاوکینز از کتاب‌های فنی و مهندسی نوشته شده توسط نحمیا هاوکینز، برای اولین بار در سال ۱۹۱۴ منتشر شده‌است، برای توضیح اصول فناوری‌های جدید برق در نظر گرفته شده. این کتاب تعداد بسیار بالایی از تصاویر دقیق دارد.راهنمای برق هاوکینز آنلاین

## دورهٔ کتابها در کتاب گوگل
- [ http://books.google.com/books؟id=-ZFEAAAAIAAJ دوره ۱ ]، تمام حقوق محفوظ ۱۹۱۷، برداشت سال ۱۹۲۱، از دانشگاه کالیفرنیا
- [ http://books.google.com/books؟id=7EVWAAAAMAAJ دوره ۲ ]، تمام حقوق محفوظ ۱۹۱۷، از دانشگاه ویسکانسین - مدیسون، سیستم کتابخانه عمومی
- [ http://books.google.com/books؟id=yyEVAAAAYAAJ دوره ۳ ]، تمام حقوق محفوظ ۱۹۱۷، برداشت سال ۱۹۲۶، از کتابخانه دانشگاه هاروارد
- [ http://books.google.com/books؟id=CENWAAAAMAAJ دوره ۴ ]، تمام حقوق محفوظ ۱۹۱۷، از دانشگاه ویسکانسین - مدیسون، سیستم کتابخانه عمومی،
- [ http://books.google.com/books؟id=rUJWAAAAMAAJ دوره ۵ ]، تمام حقوق محفوظ ۱۹۱۷، از دانشگاه ویسکانسین - مدیسون، سیستم کتابخانه عمومی
- [ http://books.google.com/books؟id=hSEVAAAAYAAJ دوره ۶ ]، تمام حقوق محفوظ ۱۹۱۷، از کتابخانه دانشگاه هاروارد
- [ http://books.google.com/books؟id=ynkAAAAAMAAJ دوره ۷ و ۸ ]، تمام حقوق محفوظ ۱۹۱۴، از کتابخانه عمومی نیویورک
- [ http://books.google.com/books؟id=N4sVAAAAYAAJ دوره ۹ ]، تمام حقوق محفوظ ۱۹۱۷، برداشت سال ۱۹۲۶، از کتابخانه دانشگاه هاروارد
- [ http://books.google.com/books؟id=obAVAAAAYAAJ جلد ۱۰ ]، تمام حقوق محفوظ ۱۹۱۷، برداشت ۱۹۲۴-۱۹۲۵، از کتابخانه دانشگاه هاروارد